# Rimo Muztagh
La Rimo Muztagh (en chino: 里莫慕士塔格山) es una de las subcordilleras más remotas de la cordillera del Karakórum. La sección meridional de la Rimo Muztagh está dentro de la zona de Cachemira, al extremo norponiente de la India, zona también reclamada por Pakistán. La mitad septentrional, incluido el macizo Rimo, está en el área del Siachen (territorio controlado por la India). Está alejada de grandes poblaciones, y cerca de la zona militarizada del glaciar de Siachen, por lo que ha tenido poca actividad de exploración y de escalada, comparada por ejemplo, con la cercana Baltoro Muztagh. Su pico más alto es el Mamostong Kangri, de 7516 m s. n. m.
La Rimo Muztagh está delimitada al norte por el glaciar Rimo, que desagua al oriente en el alto del río Shyok, y por el glaciar Teram Shehr, un afluente del glaciar de Siachen. Al nororiente yacen las montañas Rimo Nororientales y el paso del Karakórum, un paso en una de las rutas comerciales históricamente importantes en Asia central. Al norte se encuentra el extremo oriental de la Siachen Muztagh. En el lado oriental de la cordillera, al río Shyok lo dividen las llanuras Depsang, parte de la meseta tibetana. Al suroriente, el paso conocido como Saser La, separa a la Rimo Muztagh de la subcordillera Saser Muztagh. El límite occidental de la cordillera está formada por el bajo glaciar Siachen y su desagüe, el río Nubra. A lo largo de este límite se encuentran las montañas Saltoro y las montañas Kailas.

## Principales picos de la Rimo Muztagh
La siguiente es una tabla de los picos de la Rimo Muztagh que tienen más de 7200 metros de elevación, y más de 500 metros de prominencia (criterio común en la altura de un pico para ser considerado independiente.)
| Montaña          | Altura (m) | Coordenadas                                | Prominencia (m) | Montaña de origen | Primera ascensión | Ascensiones (intentos) |
| ---------------- | ---------- | ------------------------------------------ | --------------- | ----------------- | ----------------- | ---------------------- |
| Mamostong Kangri | 7516       | 35°08′27″N 77°34′39″E / 35.14083, 77.57750 | 1803            | Gasherbrum I      | 1984              | 5 (0)                  |
| Rimo I           | 7385       | 35°21′21″N 77°22′05″E / 35.35583, 77.36806 | 1438            | Teram Kangri I    | 1988              | 1 (3)                  |
| Rimo III         | 7233       | 35°22′29″N 77°21′42″E / 35.37472, 77.36167 | 615             | Rimo I            | 1985              | 1 (0)                  |

### Otros picos
Otros picos destacados incluyen los siguientes:
- Chong Kumdang Ri I, de 7071 m
- Padmanabh / Terong Tower, de 7030 m
- Skyampoche Ri I / Aq Tash I, de 7016 m
- Chong Kumdang Ri II, de 7004 m